# ANThology
ANThology je prvi studijski album američko sastava Alien Ant Farm, objavljen 6. ožujka 2001.
Na albumu su se našli singlovi Movies, te obrada hita Michaela Jacksona Smooth Criminal, po kojoj je sastav postao poznat. Pjesma Wish je bila na soundtracku videoigre Tony Hawk's Pro Skater 3, a Courage videoigre Shaun Palmer's Pro Snowboarder. Album je prodan u više od milijun primjeraka u SAD-u, te se nalazio na 12. mjestu Billboardove top liste.  

## Popis pjesama
1. "Courage" – 3:30
2. "Movies" – 3:15
3. "Flesh and Bone" – 4:28
4. "Whisper" – 3:25
5. "Summer" – 4:15
6. "Sticks and Stones" – 3:16
7. "Attitude" – 4:54
8. "Stranded" – 3:57
9. "Wish" – 3:21
10. "Calico" – 4:10
11. "Happy Death Day" – 4:33
12. "Smooth Criminal" – 3:29
13. "Universe" – 9:07

## Produkcija
- Terry Corso - gitara
- Mike Cosgrove - bubnjevi
- Dryden Mitchell - vokal
- Tye Zamora - bas
- Jay Baumgardner - producent
- Gavin Hayes - dodatni instrumenti